# Oostenrijks curlingteam (vrouwen)
Het Oostenrijks curlingteam vertegenwoordigt Oostenrijk in internationale curlingwedstrijden.

## Geschiedenis
Oostenrijk nam voor het eerst deel aan een internationaal toernooi tijdens het Europees kampioenschap van 1981 in het Zwitserse Grindelwald. Van 1981 tot en met 1996 nam Oostenrijk aan elk EK deel. Hoger dan een zevende plaats kwam het land nooit. Vervolgens was het land tot 2004 afwezig op het Europees kampioenschap. De Oostenrijkers maakten een geslaagde comeback: het team won meteen de B-divisie en steeg zo naar de hoogste afdeling. Daar degradeerde Oostenrijk evenwel onmiddellijk terug uit. De volgende twee jaar werd hetzelfde stramien gevolgd door de Oostenrijkers. Sedert 2021 vertoeft Oostenrijk wederom in de B-divisie.
Op het wereldkampioenschap was Oostenrijk tot op heden slechts twee keer present. Bij de eerste deelname, in 1983, konden de Oostenrijkers geen enkele wedstrijd winnen. In 1991 ging het amper beter: Oostenrijk kon slechts één wedstrijd winnen, en eindigde zo op de negende en voorlaatste plaats. Op de Olympische Winterspelen was Oostenrijk tot op heden nog nooit present.

## Oostenrijk op het wereldkampioenschap
| Jaar | Plaats        | Skip               | WG            | W             | V             | PV            | PT            |
| ---- | ------------- | ------------------ | ------------- | ------------- | ------------- | ------------- | ------------- |
| 1979 | Geen deelname | Geen deelname      | Geen deelname | Geen deelname | Geen deelname | Geen deelname | Geen deelname |
| 1980 | Geen deelname | Geen deelname      | Geen deelname | Geen deelname | Geen deelname | Geen deelname | Geen deelname |
| 1981 | Geen deelname | Geen deelname      | Geen deelname | Geen deelname | Geen deelname | Geen deelname | Geen deelname |
| 1982 | Geen deelname | Geen deelname      | Geen deelname | Geen deelname | Geen deelname | Geen deelname | Geen deelname |
| 1983 | 10            | Marianne Gartner   | 9             | 0             | 9             | 35            | 95            |
| 1984 | Geen deelname | Geen deelname      | Geen deelname | Geen deelname | Geen deelname | Geen deelname | Geen deelname |
| 1985 | Geen deelname | Geen deelname      | Geen deelname | Geen deelname | Geen deelname | Geen deelname | Geen deelname |
| 1986 | Geen deelname | Geen deelname      | Geen deelname | Geen deelname | Geen deelname | Geen deelname | Geen deelname |
| 1987 | Geen deelname | Geen deelname      | Geen deelname | Geen deelname | Geen deelname | Geen deelname | Geen deelname |
| 1988 | Geen deelname | Geen deelname      | Geen deelname | Geen deelname | Geen deelname | Geen deelname | Geen deelname |
| 1989 | Geen deelname | Geen deelname      | Geen deelname | Geen deelname | Geen deelname | Geen deelname | Geen deelname |
| 1990 | Geen deelname | Geen deelname      | Geen deelname | Geen deelname | Geen deelname | Geen deelname | Geen deelname |
| 1991 | 9             | Edeltraud Koudelka | 9             | 1             | 8             | 35            | 70            |
| 1992 | Geen deelname | Geen deelname      | Geen deelname | Geen deelname | Geen deelname | Geen deelname | Geen deelname |
| 1993 | Geen deelname | Geen deelname      | Geen deelname | Geen deelname | Geen deelname | Geen deelname | Geen deelname |
| 1994 | Geen deelname | Geen deelname      | Geen deelname | Geen deelname | Geen deelname | Geen deelname | Geen deelname |
| 1995 | Geen deelname | Geen deelname      | Geen deelname | Geen deelname | Geen deelname | Geen deelname | Geen deelname |
| 1996 | Geen deelname | Geen deelname      | Geen deelname | Geen deelname | Geen deelname | Geen deelname | Geen deelname |
| 1997 | Geen deelname | Geen deelname      | Geen deelname | Geen deelname | Geen deelname | Geen deelname | Geen deelname |
| 1998 | Geen deelname | Geen deelname      | Geen deelname | Geen deelname | Geen deelname | Geen deelname | Geen deelname |
| 1999 | Geen deelname | Geen deelname      | Geen deelname | Geen deelname | Geen deelname | Geen deelname | Geen deelname |
| 2000 | Geen deelname | Geen deelname      | Geen deelname | Geen deelname | Geen deelname | Geen deelname | Geen deelname |
| 2001 | Geen deelname | Geen deelname      | Geen deelname | Geen deelname | Geen deelname | Geen deelname | Geen deelname |

| Jaar | Plaats        | Skip          | WG            | W             | V             | PV            | PT            |
| ---- | ------------- | ------------- | ------------- | ------------- | ------------- | ------------- | ------------- |
| 2002 | Geen deelname | Geen deelname | Geen deelname | Geen deelname | Geen deelname | Geen deelname | Geen deelname |
| 2003 | Geen deelname | Geen deelname | Geen deelname | Geen deelname | Geen deelname | Geen deelname | Geen deelname |
| 2004 | Geen deelname | Geen deelname | Geen deelname | Geen deelname | Geen deelname | Geen deelname | Geen deelname |
| 2005 | Geen deelname | Geen deelname | Geen deelname | Geen deelname | Geen deelname | Geen deelname | Geen deelname |
| 2006 | Geen deelname | Geen deelname | Geen deelname | Geen deelname | Geen deelname | Geen deelname | Geen deelname |
| 2007 | Geen deelname | Geen deelname | Geen deelname | Geen deelname | Geen deelname | Geen deelname | Geen deelname |
| 2008 | Geen deelname | Geen deelname | Geen deelname | Geen deelname | Geen deelname | Geen deelname | Geen deelname |
| 2009 | Geen deelname | Geen deelname | Geen deelname | Geen deelname | Geen deelname | Geen deelname | Geen deelname |
| 2010 | Geen deelname | Geen deelname | Geen deelname | Geen deelname | Geen deelname | Geen deelname | Geen deelname |
| 2011 | Geen deelname | Geen deelname | Geen deelname | Geen deelname | Geen deelname | Geen deelname | Geen deelname |
| 2012 | Geen deelname | Geen deelname | Geen deelname | Geen deelname | Geen deelname | Geen deelname | Geen deelname |
| 2013 | Geen deelname | Geen deelname | Geen deelname | Geen deelname | Geen deelname | Geen deelname | Geen deelname |
| 2014 | Geen deelname | Geen deelname | Geen deelname | Geen deelname | Geen deelname | Geen deelname | Geen deelname |
| 2015 | Geen deelname | Geen deelname | Geen deelname | Geen deelname | Geen deelname | Geen deelname | Geen deelname |
| 2016 | Geen deelname | Geen deelname | Geen deelname | Geen deelname | Geen deelname | Geen deelname | Geen deelname |
| 2017 | Geen deelname | Geen deelname | Geen deelname | Geen deelname | Geen deelname | Geen deelname | Geen deelname |
| 2018 | Geen deelname | Geen deelname | Geen deelname | Geen deelname | Geen deelname | Geen deelname | Geen deelname |
| 2019 | Geen deelname | Geen deelname | Geen deelname | Geen deelname | Geen deelname | Geen deelname | Geen deelname |
| 2021 | Geen deelname | Geen deelname | Geen deelname | Geen deelname | Geen deelname | Geen deelname | Geen deelname |
| 2022 | Geen deelname | Geen deelname | Geen deelname | Geen deelname | Geen deelname | Geen deelname | Geen deelname |
| 2023 | Geen deelname | Geen deelname | Geen deelname | Geen deelname | Geen deelname | Geen deelname | Geen deelname |
| 2024 | Geen deelname | Geen deelname | Geen deelname | Geen deelname | Geen deelname | Geen deelname | Geen deelname |
| 2025 | Geen deelname | Geen deelname | Geen deelname | Geen deelname | Geen deelname | Geen deelname | Geen deelname |

## Oostenrijk op het Europees kampioenschap
| Jaar | Plaats        | Skip                | WG            | W             | V             | PV            | PT            |
| ---- | ------------- | ------------------- | ------------- | ------------- | ------------- | ------------- | ------------- |
| 1975 | Geen deelname | Geen deelname       | Geen deelname | Geen deelname | Geen deelname | Geen deelname | Geen deelname |
| 1976 | Geen deelname | Geen deelname       | Geen deelname | Geen deelname | Geen deelname | Geen deelname | Geen deelname |
| 1977 | Geen deelname | Geen deelname       | Geen deelname | Geen deelname | Geen deelname | Geen deelname | Geen deelname |
| 1978 | Geen deelname | Geen deelname       | Geen deelname | Geen deelname | Geen deelname | Geen deelname | Geen deelname |
| 1979 | Geen deelname | Geen deelname       | Geen deelname | Geen deelname | Geen deelname | Geen deelname | Geen deelname |
| 1980 | Geen deelname | Geen deelname       | Geen deelname | Geen deelname | Geen deelname | Geen deelname | Geen deelname |
| 1981 | 9             | Marianne Gartner    | 7             | 3             | 4             | 48            | 67            |
| 1982 | 8             | Herta Küchenmeister | 7             | 3             | 4             | 50            | 64            |
| 1983 | 14            | Edeltraud Koudelka  | 7             | 1             | 6             | 35            | 66            |
| 1984 | 7             | Edeltraud Koudelka  | 7             | 4             | 3             | 50            | 55            |
| 1985 | 7             | Edeltraud Koudelka  | 7             | 3             | 4             | 41            | 55            |
| 1986 | 12            | Lilly Hummelt       | 7             | 2             | 5             | 35            | 59            |
| 1987 | 7             | Lilly Hummelt       | 7             | 3             | 4             | 30            | 52            |
| 1988 | 9             | Inge Lamprecht      | 6             | 3             | 3             | 43            | 51            |
| 1989 | 12            | Lilly Hummelt       | 7             | 2             | 5             | 33            | 61            |
| 1990 | 9             | Edeltraud Koudelka  | 7             | 4             | 3             | 46            | 42            |
| 1991 | 9             | Edeltraud Koudelka  | 8             | 5             | 3             | 68            | 36            |
| 1992 | 10            | Edeltraud Koudelka  | 7             | 5             | 2             | 62            | 46            |
| 1993 | 10            | Inge Lamprecht      | 5             | 3             | 2             | 39            | 26            |
| 1994 | 9             | Edeltraud Koudelka  | 6             | 2             | 4             | 26            | 46            |
| 1995 | 8             | Edeltraud Koudelka  | 8             | 3             | 5             | 40            | 55            |
| 1996 | 11            | Edeltraud Koudelka  | 7             | 3             | 4             | 39            | 55            |
| 1997 | Geen deelname | Geen deelname       | Geen deelname | Geen deelname | Geen deelname | Geen deelname | Geen deelname |
| 1998 | Geen deelname | Geen deelname       | Geen deelname | Geen deelname | Geen deelname | Geen deelname | Geen deelname |
| 1999 | Geen deelname | Geen deelname       | Geen deelname | Geen deelname | Geen deelname | Geen deelname | Geen deelname |

| Jaar | Plaats        | Skip              | WG            | W             | V             | PV            | PT            |
| ---- | ------------- | ----------------- | ------------- | ------------- | ------------- | ------------- | ------------- |
| 2000 | Geen deelname | Geen deelname     | Geen deelname | Geen deelname | Geen deelname | Geen deelname | Geen deelname |
| 2001 | Geen deelname | Geen deelname     | Geen deelname | Geen deelname | Geen deelname | Geen deelname | Geen deelname |
| 2002 | Geen deelname | Geen deelname     | Geen deelname | Geen deelname | Geen deelname | Geen deelname | Geen deelname |
| 2003 | Geen deelname | Geen deelname     | Geen deelname | Geen deelname | Geen deelname | Geen deelname | Geen deelname |
| 2004 | 11            | Claudia Toth      | 9             | 7             | 2             | 86            | 60            |
| 2005 | 9             | Claudia Toth      | 9             | 1             | 8             | 33            | 86            |
| 2006 | 11            | Claudia Toth      | 11            | 8             | 3             | 81            | 71            |
| 2007 | 9             | Claudia Toth      | 10            | 2             | 8             | 46            | 79            |
| 2008 | 17            | Karina Toth       | 4             | 1             | 3             | 27            | 29            |
| 2009 | 13            | Karina Toth       | 6             | 4             | 2             | 35            | 27            |
| 2010 | 13            | Karina Toth       | 11            | 8             | 3             | 80            | 55            |
| 2011 | 15            | Karina Toth       | 10            | 5             | 5             | 84            | 65            |
| 2012 | 13            | Karina Toth       | 11            | 6             | 5             | 73            | 68            |
| 2013 | 14            | Constanze Hummelt | 12            | 6             | 6             | 88            | 77            |
| 2014 | 14            | Karina Toth       | 12            | 7             | 5             | 82            | 83            |
| 2015 | 20            | Hannah Augustin   | 9             | 1             | 8             | 36            | 82            |
| 2016 | 21            | Constanze Ocker   | 9             | 5             | 4             | 66            | 60            |
| 2017 | 25            | Hannah Augustin   | 7             | 2             | 5             | 32            | 62            |
| 2018 | 21            | Constanze Ocker   | 7             | 3             | 4             | 51            | 44            |
| 2019 | 21            | Constanze Ocker   | 9             | 4             | 5             | 61            | 64            |
| 2021 | 16            | Hannah Augustin   | 18            | 11            | 7             | 129           | 90            |
| 2022 | 18            | Marijke Reitsma   | 9             | 3             | 6             | 51            | 56            |
| 2023 | 17            | Verena Pflügler   | 9             | 3             | 6             | 56            | 76            |
| 2024 | 18            | Verena Pflügler   | 9             | 3             | 6             | 53            | 61            |

Andorra · Australië · België · Brazilië · Bulgarije · Canada · China · Chinees Taipei · Denemarken · Duitsland · Engeland · Estland · Filipijnen · Finland · Frankrijk · Groot-Brittannië · Hongarije · Hongkong · Ierland · Italië · Jamaica · Japan · Kazachstan · Kenia · Kroatië · Letland · Litouwen · Luxemburg · Mexico · Nederland · Nieuw-Zeeland · Nigeria · Noorwegen · Oekraïne · Oostenrijk · Polen · Portugal · Qatar · Roemenië · Rusland · Schotland · Servië · Slovenië · Slowakije · Spanje · Thailand · Tsjechië · Tsjecho-Slowakije · Turkije · Verenigde Staten · Wales · Wit-Rusland · Zuid-Korea · Zweden · Zwitserland